# Souls at Zero (Band)
Souls at Zero war eine US-amerikanische Groove- und Thrash-Metal-Band aus Baltimore, Maryland, die 1993 entstand, nachdem sich die Band Wrathchild America in Souls at Zero umbenannte. 1996 löste sich die Band endgültig auf.

## Geschichte
Die Band entstand aus der Umbenennung der Band Wratchild America in Souls at Zero im Jahr 1993. Im selben Jahr spielten sie ihren ersten Auftritt in Baltimore in einem lokalen Club namens Hammerjacks. Die Band erreichte einen Vertrag bei Energy Records und veröffentlichte ihr selbstbetiteltes Debütalbum noch im selben Jahr. Danach arbeitete die Band an weiteren Liedern, unternahm mehrere Touren und trat dabei unter anderem zusammen mit Bands wie Pantera, Crowbar und Sacred Reich auf.
1994 folgte, auf den Rat der Plattenfirma, um nicht in Vergessenheit zu geraten, die EP Six-T-Six, auf der Coverversionen von Circle Jerks und Bad Brains enthalten waren. 1995 erschien das zweite Album A Taste for the Perverse, nachdem Schlagzeuger Shannon Larkin die Band verlassen hatte und durch Jamie Miller ersetzt worden war. Nach der Veröffentlichung ging die Band erneut auf Tour, diesmal nacheinander u. a. mit Life of Agony, Skid Row und Ugly Kid Joe, wobei bei den letzteren inzwischen Shannon Larkin spielte, der für diese Auftritte den Support von Souls at Zero möglich gemacht hatte. Die Trennung von Larkin erfolgte nach Aussage von Brad Divens einvernehmlich.
Die Gitarristen Terry Carter und Jay Abbene verließen wenig später die Band, wodurch es zur kompletten Auflösung von Souls at Zero kam. Terry Carter spielte in verschiedenen Country- und Blues-Bands. Für eine kurze Zeit ging er auch außerdem zusammen mit Fear of God auf Tour. Brad Divens wurde Produzent, Promoter und Tontechniker und arbeitet zusammen mit Bands wie Mindset, Linkin Park, Cyndi Lauper und Slayer. Jay Abbene ging zusammen mit Fear of God und Crowbar auf Tour. Shannon Larkin war in der Band Godsmack aktiv.

## Stil
Die Band spielt eine aggressive Version des Metal, die als eine Mischung aus Pantera, Helmet und Quicksand beschrieben wird. Die Gitarrenriffs waren oft groovig. Die Texte stellen nach Aussage von Sänger Brad Divens eine „Selbsttherapie“ und Reflexionen „der Geschehnisse der letzten Zeit“ dar. Auch negative Erfahrungen im Musikbusiness verarbeitete Divens: „The music business is fucked up and so is the whole world.“

## Diskografie
- 1993: Souls at Zero (Album, Energy Records)
- 1994: Six-T-Six (EP, Energy Records)
- 1995: A Taste for the Perverse (Album, Energy Records)